# Donje Zagorje
Donje Zagorje – wieś w Chorwacji, w żupanii karlowackiej, w mieście Ogulin. W 2011 roku liczyła 230 mieszkańców.